# فضيلة مبارك
فضيلة مبارك ناشطة ديمقراطية بحرينية. في 18 مايو 2011 أصبحت أول ناشطة تدان لدورها في الاحتجاجات البحرينية 2011 واعتبرتها منظمة العفو الدولية سجينة رأي.
يوم 27 مارس عام 2011 قادت فضيلة السيارة وبرفقتها ابنها البالغ من العمر 8 سنوات وابنتي أخيها 14 و15 سنة على التوالي عندما كانت توقفت عند نقطة تفتيش أمنية بالقرب من مدينة الرفاع (جنوب غرب المنامة). قال ضابط الشرطة لها أنها «تعزف موسيقى تدعو إلى إسقاط النظام» وطلب منها اخفاض صوت الموسيقى. رفضت فضيلة مما دعا الضابط أن يسألها عن هويتها. وفقا لضباط الشرطة في موقع الحادث نزلت فضيلة من سيارتها وأمسكت قميص الضابط ودفعته. فضيلة زعمت أن الضابط أهانها ولعنها وهو رجل في ملابس مدنية حاول إجبارها على ركوب السيارة ولا تعرف أنه كان ضابط أمن وقالت أنها قاومته وأصيبت في رأسها من قبل الضابط.
ثم اقتيدت فضيلة إلى مركز للشرطة في الرفاع. قالت في وقت لاحق أنها تعرضت للضرب من قبل الشرطيات قبل نقلها إلى مركز للشرطة في مدينة عيسى حيث تعرضت للضرب مرة أخرى. بعد اكتشاف السلطات أن فضيلة قد شاركت في الاحتجاجات في شهر مارس في دوار اللؤلؤة وكتبت قصيدة عن الثورة والحرية لابنها فقد وجهت إليها تهمة «الاعتداء على موظف عام» و«التحريض على كراهية النظام» و«المشاركة في تجمع مع النية في ارتكاب جرائم» و«تقويض النظام العام» من قبل محكمة السلامة الوطنية. في 18 مايو 2011 حكم عليها بالسجن لمدة أربع سنوات. ذكرت منظمة العفو الدولية أنها حرمت من رؤية محام سواء قبل وأثناء محاكمتها وأنها ألتقت بمحاميها للمرة الأولى بعد أسبوع واحد من تلقي عقوبتها. في 8 يونيو 2011 تم تخفيض الحكم الصادر ضدها من قبل محكمة الاستئناف بالسجن لمدة ثمانية عشر شهرا. أيدت هذا الحكم محكمة النقض في 30 يناير 2012. أعربت عائلة فضيلة عن قلق تجاه صحتها لأنها كانت تتلقى علاج عن تكيسات في المبيض قبل سجنها بوقت قريب.
وصف مركز البحرين لحقوق الإنسان السجن فضيلة ب«الاعتقال غير القانوني لمجرد ممارسة حقها في حرية التعبير وفقا للإعلان العالمي لحقوق الإنسان المادة 19» ودعا إلى إطلاق سراحها فورا. في 30 يناير 2012 اعتبرتها منظمة العفو الدولية سجينة رأي «حكم عليها في محاكمة جائرة أمام محكمة عسكرية بتهم زائفة». دعت المنظمة أيضا لإطلاق سراحها.
على الرغم من أن الحكم الصادر ضدها أيدته محكمة بحرينية في أواخر يناير عام 2012 فقد أطلق سراح فضيلة في 6 فبراير 2012. في اجتماع حاشد في قرية المقشع نظمته المعارضة البحرينية فقد كانت موضع ترحيب من قبل الآلاف من أنصارها ملوحين بالاعلام الوطنية مع الموسيقى الثورية. ذكرت فضيلة الصعوبات عقب إطلاق سراحها بما في ذلك قرض سيارة يبلغ 800 دينار بحريني (2116 دولار أمريكي) غير مدفوع ودعوى قضائية من مستخدمها ل«غيابها بغير تصريح». لم تعد قادرة على العثور على عمل وتعيش حاليا جزئيا على تبرعات المتعاطفين.